# День галисийской литературы
День галисийской литературы (галис. Día das Letras Galegas) — праздник, который проводится в испанском регионе Галисия. Он посвящён галисийскому языку и литературе, написанной на этом языке, а также на старогалисийском (галисийско-португальском). Праздник берёт своё начало в 1963 году, у его истоков стояла Королевская галисийская академия (Real Academia Galega). В 1991 году стал официальным праздником во всей Галисии.
День галисийской литературы отмечается ежегодно 17 мая. Праздник берет свое начало от торжества в честь столетия публикации «Галисийских напевов» (галис. Cantares gallegos) Росалии де Кастро (1837—1885), одной из ключевых фигур в поэзии региона.
Начиная с 1963 года, День галисийской литературы ежегодно посвящается одну из авторов, пишущих на галисийском языке. Избранными могут стать авторы, умершие не позднее 10 лет назад, выбор производится Королевской галисийской академией. В 1998 году торжество было впервые посвящено нескольким авторам одновременно: Мартину Кодаксу, Хоану де Кангасу, и другим творцам средневековых песен кантиг, написанных на старогалисийском языке.

## Список авторов, которым был посвящён День галисийской литературы
- 1963 Росалия де Кастро
- 1964 Альфонсо Даниель Родригес Кастелао
- 1965 Эдуардо Пондал
- 1966 Франсиско Аньон Паc
- 1967 Мануэль Куррос Энрикес
- 1968 Флорентино Лопес Куэвильяс
- 1969 Антонио Норьега Варела
- 1970 Марсиаль Вальядарес Нуньес
- 1971 Гонсало Лопес Абенте
- 1972 Валентин Ламас Карвахаль
- 1973 Мануэль Лаго Гонсалес
- 1974 Йохан Висенте Викейра
- 1975 Шоан Мануэль Пинтос Вильяр
- 1976 Рамон Кабанильяс
- 1977 Антон Вилар Понте
- 1978 Антонио Лопес Феррейро
- 1979 Мануэль Антонио
- 1980 Альфонсо X Кастильский
- 1981 Висенте Риско
- 1982 Луис Амадо Карбальо
- 1983 Мануэль Лейрас Пульпейро
- 1984 Армандо Котарело Вальедор
- 1985 Антон Лоусада Диегес
- 1986 Акулино Иглесиа Альвариньо
- 1987 Франсиска Эррера Гарридо
- 1988 Рамон Отеро Педрайо
- 1989 Кельсо Эмилио Феррейро
- 1990 Луис Пименталь
- 1991 Альваро Кункейро
- 1992 Фермин Боуса-Брей
- 1993 Эдуардо Бланко Амор
- 1994 Луис Сеоане
- 1995 Рафаэль Дьесте
- 1996 Хексус Ферро Коусело
- 1997 Анхель Фоле
- 1998 Мартин Кодакс, Хоан де Кангас и другие средневековые авторы кантиг
- 1999 Роберто Бланко Торрес
- 2000 Мануэль Мургия
- 2001 Эладио Родригес
- 2002 Фрей Мартин Сармьенто
- 2003 Антон Авилес де Тараманкос
- 2004 Хоакин Лоренсо
- 2005 Лоренсо Варела
- 2006 Мануэль Лугрис Фрейре
- 2007 Мария Мариньо Кароу
- 2008 Шосе Мария Альварес Бласкес
- 2009 Рамон Пинейро Лопес
- 2010 Ухио Новонейра
- 2011 Луис Перейро
- 2012 Валентин Пас-Андраде
- 2013 Роберто Видаль Боланьо
- 2014 Шосе Мария Диас Кастро
- 2015 Шосе Фильгейра Вальведе
- 2016 Мануэль Мария
- 2017 Карлос Касарес
- 2018 Мария Виктория Морено
- 2019 Антон Фрагуас
- 2020 Рикардо Карбальо
- 2021 Ксела Ариас
- 2022 Флоренсио Дельгадо Гурриаран
- 2023 Франсиско Фернандес дель Риего